# اوتابالو
اوتابالو هي عاصمة إقليم اوتابالو، وهي أكبر تجمع للسكان الأصليين في مدينة في مقاطعة امبابورا في الإكوادور، تتمتع بسحر المناظر الطبيعية الخلابة والثقافة الغنية والتاريخ، وتشتهر بصناعة المنسوجات، والخصائص التي أدت إلى أن تكون هذه المدينة بمثابة أكبر سوق للسكان الأصليين في أمريكا الجنوبية، وهي مكان للتلاقي حيث يتواجد الناس من جميع أنحاء العالم الذين يأتون للاستمتاع بالتنوع والحرفية والتجارة.

## السياحة
اوتابالو هي منطقة سياحية يزورها كثير من الناس في جميع أنحاء العالم، وبالتالي تكشف عن حرفهم التي تجذب الكثير من الاهتمام من أولئك الذين يزورونها. من بين عوامل الجذب السياحي معرض الحرف اليدوية و شلال باجونشا و بحيرة سان بابلو.

## أعلام
- ماريانو سواريز
- أندريس تشيكايزا

## وصلات خارجية
- Otavalo.gov.ec الموقع الرسمي.

1. ↑  GeoNames (بالإنجليزية), 2005, QID:Q830106